# بسطام (نوشهر)
بسطام، روستایی است از توابع بخش کجور شهرستان نوشهر در استان مازندران ایران.

## جمعیت
این روستا در دهستان پنجک‌رستاق قرار دارد و براساس سرشماری مرکز آمار ایران در سال ۱۳۸۵، جمعیت آن ۳۷۷ نفر (۸۰خانوار) بوده‌است. مردم بسطام از قومیت طبری هستند. مردم بسطام به زبان طبری با گویش کجوری سخن می‌گویند.